# Gaston Courtois
Gastón Courtois (París, 21 de noviembre de 1897 - Roma, 23 de septiembre de 1970) fue un sacerdote católico francés, miembro de la congregación de los Hijos de la Caridad . Autor, editor, periodista, director general de la Unión de Obras Católicas de Francia, fue cofundador del movimiento Cœurs Vaillants-Âmes Vaillantes y del Bureau international catholique de l'enfance.

## Biografía

### Infancia y estudios
Nació el 21 de noviembre de 1897 en el noveno distrito de la capital francesa, hijo de un comandante de la marina mercante, que ya tenía una hija de un primer matrimonio. Con la madre de Gaston Courtois, de origen alsaciano, tuvo dos hijos y una hija.
Inició sus estudios con los Hermanos de las Escuelas Cristianas para más tarde unirse al Liceo Louis-le-Grand . Estudió literatura en la Universidad de la Sorbona, y luego psicología en el Instituto Católico de París.
Antes de alistarse en el Ejército francés para combatir en la Primera Guerra Mundial, se convirtió en el responsable del patronazgo de San Gervasio y supervisó un campamento de verano.

### Primera Guerra Mundial
En 1915, Gaston Courtois se alistó voluntariamente en la artillería. Participó en las batallas de Verdún, Argonne, Somme y Chemin des Dames. Fue gravemente herido en 1917, lo que provocó su regreso a la retaguardia.

### Vida religiosa
Gaston Courtois ingresó en el seminario de Saint-Sulpice en Issy-les-Moulineaux en 1919. Después de su encuentro con el padre Juan Emilio Anizan, fundador de los Hijos de la Caridad, inició su noviciado en esta congregación. Lo ordenaron sacerdote en 1925.
Sacerdote en la capilla Notre-Dame d'Espérance de París, fundó más adelante un grupo de ayuda mutua sacerdotal que reunía a sacerdotes parisinos, para que pudieran tener una reflexión común sobre su ministerio y compartir momentos de oración. Fue también por iniciativa, con el padre Georges Guérin, de una de las primeras secciones de la Juventud Obrera Cristiana de Francia, en 1927. Luego se lo nombró vicario en Gentilly en 1928, donde fue responsable de las actividades de las mujeres en la parroquia.
En 1929, Gaston Courtois fue nombrado secretario de la Unión de Obras Católicas de Francia. En 1937 se convirtió en su director y superior de la comunidad de los Hijos de la Caridad que allí residía. Fue dentro de él que fundó la revista Cœurs Vaillants, del que más tarde surgiría el movimiento Cœurs valiants-Âmes vaillantes .
Llegó a ser procurador general de los Hijos de la Caridad en 1955. Para ello residió en Roma, ciudad en la que murió en 1970.
Además de sus funciones dentro de los Hijos de la Caridad y la Unión de Obras Católicas de Francia, Gaston Courtois fue nombrado prelado de la Iglesia católica oriental en 1954. Desde 1959 fue secretario de la Pontificia Unión Misionera del Clero, donde fundó la revista Omnis terra .
A lo largo de su carrera eclesiástica, Agnès Richomme fue su colaboradora ejerciendo a su lado como secretaria al tiempo que escribía numerosos libros, particularmente en la colección Belles Histoires et Belles Vies, de Ediciones Fleurus .

### Compromiso con la infancia
Desde su juventud, Gaston Courtois actuó a favor de los niños, especialmente a través del patrocinio parroquial.
En 1929, participó en la creación del periódico Cœurs Vaillants con los abades Gabriel Bard y Pierre Rougement (abad Henri Guesdon), dentro de la Unión de Obras Católicas de Francia. Este periódico está destinado a niños de entre 8 y 15 años. Gaston Courtois es apodado Jacques Coeur . Esta creación fue seguida por la fundación del movimiento católico Cœurs vaillants-Âmes vaillantes, en 1936, y luego por su contraparte femenina, las Âmes Vaillantes, en 1937. Los Cœurs Vaillants-Âmes Vaillantes se conocen actualmente como Acción Católica de los Niños. El movimiento está en el origen de muchos periódicos y publicaciones, incluido el semanario Vaillance, creado por Marcel Job en 1940 en Lyon, y que existió hasta 1944.
Gaston Courtois fue secretario del Comité Nacional de Recreación de la Acción Católica Francesa, creador del Secretariado Católico de los Niños Enfermos, cofundador y capellán general del Bureau international catholique de l'enfance (1948), fundador de la Unión de educadores parroquiales, y de las escuelas de cuidadores de niños católicos, ahora escuelas para educadores especializados.

### Redacción y edición
Gaston Courtois fue autor de más de un centenar de libros, ya fuesen colecciones de máximas, libros para niños o sobre educación.
Es también el fundador de Ediciones Fleurus, dentro de la Unión de Obras Católicas de Francia, en 1946. En particular, creó la colección Hermosas historias y hermosas vidas, compuesto por historietas sobre personalidades cristianas famosas. Escribió los textos del primer álbum de esta colección, dedicado al padre Juan Emilio Anizan, e ilustrado por Robert Rigot.
En 1919 fundó la revista Familial Digest, ahora Panorama .

## Obra
- À l’écoute du Seigneur: pour l’oraison, pour l’action de grâces, pour la visite du Saint-Sacrement, Paris, éditions Fleurus, 1965.
- Aridités spirituelles: feuillets de vie spirituelle, Paris, Office général des Œuvres, 1930.
- Aux pieds du maître: notes spirituelles, 8 t., 1921-1970.
- David Julien, Gaston Courtois, Cantiques notés de mon livre de prière, Paris, Union des Œuvres catholiques de France, 1947.
- Cœur à cœur avec Jésus, Paris, éditions Fleurus, 5 t., 1949-1961.
- Dans l’esprit du concile: intentions missionnaires de prière, Paris, éditions Fleurus, 1966.
- En vacances: mon livre de prières, Paris, éditions Fleurus, 1936.
- Jean Pihan, Gaston Courtois, Essai de classification décimale à l’usage du clergé, Paris, Union des Œuvres catholiques de France, 1947.
- Face au Seigneur, Paris, Union des Œuvres catholiques de France, 5 t., 1948-1952.
  - Premio Ferrières de 1954 de la Academia Francesa.

- Faire oraison, Paris, éditions Fleurus, 1960.
- Fidélité religieuse, Paris, éditions Fleurus, 1959.
- Heure sainte des Cœurs Vaillants à la basilique du Sacré Cœur de Montmartre, 1949.
- Histoire de l’Église, Paris, éditions Fleurus, 2 t., 1957.
- Jeune prêtre, Paris, Union des Œuvres catholiques de France, 1950.
- L’action féconde, Paris, Centre d’études pastorales et pédagogiques, 1947.
- L’art d’élever des enfants aujourd’hui, Paris, éditions Fleurus, 1951.
  - Premio Montyon de 1952 de la Academia Francesa.

- L’art d’être chef, Paris, éditions Rivoire, 1945.
- L’école des chefs, Paris, éditions Fleurus, s.d.
  - Premio Montyon de 1946 de la Academia Francesa.

- L’éducation de la volonté, Lyon, éditions Fleurus, 1942.
- L’Enfant, Paris, éditions Fleurus, 1961.
- L’Eucharistie, Paris, éditions Fleurus, 1957.
- L’heure de Jésus. Méditations pour religieuses, Paris, éditions Fleurus, 1961.
- La bonne humeur, Paris, éditions Fleurus, 1930 (segunda edición).
- La charité, Paris, éditions Fleurus, 1949.
- La grande leçon de Vatican II: esprit chrétien, esprit missionnaire, Paris, éditions Fleurus, 1966.
- La plus belle histoire, Paris, éditions Fleurus, 1947.
- La sainte messe en cœur parlé, Paris, éditions Fleurus, 1936.
- La vie intérieure, Paris, éditions Fleurus, 1951.
- Le père Jean-Émile Anizan, Paris, éditions Fleurus, collection « Belles histoires et belles vies », 1953.
- Le sens chrétien de la mort, Paris, éditions Fleurus, 1948.
- Le sens de l’Église, Paris, éditions Fleurus, 1950.
- Les états de perfection, Paris, éditions Fleurus, 1958.
- Les temps liturgiques, Paris, éditions Fleurus, 1964.
- Lourdes, Paris, éditions Fleurus, 1958.
- Méditations missionnaires, Paris, éditions Fleurus, 1962.
- Méditations sur le magnificat, Paris, éditions Fleurus, [1940].
- Mission de la religieuse dans le monde d’aujourd’hui, Paris, éditions Fleurus, 1959.
- Mon carnet d’oraison, Paris, éditions Fleurus, 1960.
- Mon chemin de la croix, Paris, 1939.
- Mon livre de prières, Paris, éditions Fleurus, 1955.
- Notre chef, c’est le Christ : heure sainte et consécration des Cœurs Vaillants de France au Christ-Roi, 1937.
- Notre vie religieuse, Paris, éditions Fleurus, 1949.
- Pour converser avec le maître, Paris, éditions Fleurus, 1961.
- Pour réussir auprès des enfants, Paris, éditions Fleurus, 1961.
- Pour une France plus belle : billets de vaillance, Paris, éditions Rivoire, 1944.
- Quand l’âme est dans le tunnel, Paris, éditions Fleurus, 1952.
- Quand le Seigneur parle au cœur : carnets spirituels inédits recueillis et présentés par Agnès Richomme, Paris, éditions Paulines, 1976.
- Quand on souffre, Paris, éditions Fleurus, 1964.
- Saint Dominique Savio, Paris, éditions Fleurus, 1995.
- Saint Jean Bosco, Paris, éditions Fleurus, 1952.
- Saint Jean-Baptiste de la Salle, Paris, éditions Fleurus, 1996.
- Saint Paul, apôtre de Jésus-Christ, Paris, éditions Fleurus, 1960.
- Saint Vincent de Paul, Paris, éditions Fleurus, 1971.
- Savoir dire merci, Paris, éditions Fleurus, 1959.
- Si vous ne faites pas pénitence, Paris, éditions Fleurus, 1954.
- Tout au long du jour, Paris, éditions Fleurus, 1954.
- Une valeur or: le silence, Paris, éditions Fleurus, 1955.

## Ediciones en español
Las ediciones en español comenzaron en los años cincuenta de la mano de la editorial Atenas, sita en Madrid. Aquí se hace relación de las obras traducidas al español del padre Courtois:
- Courtois, Gaston. ¿Sabemos mandar?, Sociedad de Educación Atenas, Madrid, 1951.
- Courtois, Gaston. El Magnificat meditado, Sociedad de Educación Atenas, Madrid, 1953.
- Courtois, Gaston. Educación sexual, Sociedad de Educación Atenas, Madrid, 1953.
- Courtois, Gaston. Prácticas de perfección, Sociedad de Educación Atenas, Madrid, 1954.
- Courtois, Gaston. San Juan Bautista de La Salle, Madrid, 1954.